# 패션쇼 (1994년 영화)
《패션쇼》(Prêt-à-Porter, 영어: Ready to Wear)는 1994년 개봉한 미국의 풍자, 코미디 드라마 영화이다. 로버트 올트먼이 감독과 공동각본을 맡았으며, 실제 파리 패션 위크 기간 중 현장에서 촬영되었다.

## 출연

### 주연
- 소피아 로렌
- 마르첼로 마스트로야니
- 아누크 에메
- 셰어
- 비요크
- 나오미 캠벨
- 데이비드 카퍼필드
- 클라우디아 쉬퍼
- 해리 벨라폰테
- 타타나 파티츠
- 헬레나 크리스텐슨
- 이브 샐베일
- 엘사 크렌치

### 조연
- 로렌 바콜
- 스티븐 레아
- 킴 베이싱어

## 기타
- 공동제작: 스콧 버쉬넬
- 공동제작: 존 킬릭
- 협력프로듀서: 브라이언 D. 라이치
- 미술: 스티븐 알트먼
- 의상: 캐서린 레터리어